# Eois ferruginata
Eois ferruginata är en fjärilsart som beskrevs av W. Warren 1897. Eois ferruginata ingår i släktet Eois och familjen mätare. Inga underarter finns listade i Catalogue of Life.